# 拉本卡里
拉本卡里（Labungkari）是印度尼西亚东南苏拉威西省的一个城镇，是中布顿县的县治所在，位于苏拉威西岛东南的穆纳岛南部。2010年统计，拉本卡里所在的拉库多区（Kecamatan Lakudo）共有20,210人。

## 资料来源
1. ↑  Biro Pusat Statistik, Jakarta, 2011.